# Châteaux de Limoëlan
Les châteaux de Limoëlan sont des châteaux situés à Sévignac, en France.

## Description
Le domaine comprend deux châteaux : du premier château ne subsiste aujourd'hui qu'un bâtiment servant de ferme, entouré de douves ; le second château, construit en 1779, est situé à 150 mètres du précédent. 

## Localisation
Le château est situé sur la commune de Sévignac, dans le département des Côtes-d'Armor.

## Historique
Le premier château de la seigneurie dite de Beaumanoir Beaumont, terre noble possédant le droit de haute justice, fut la propriété des familles Rousselot (XIVe siècle), de Dinan (XIVe – XVe siècles), de la Chapelle de Beuvres (XVIe siècle), de Guémadeuc (XVIe siècle), de Beaumanoir (XVIe siècle), d'Espinay (XVIIe siècle), de Lorraine (1689). 
Le domaine est acquis par Michel Julien Alain Picot de Clorivière, qui fait construire en 1779 le nouveau château de Limoëlan, à côté de l'ancien château. Son fils, Joseph Picot de Limoëlan, prendra part aux mouvements contre-révolutionnaires.
Le vieux château et ses douves, le colombier, le château du XVIIIe siècle avec la chapelle, le pavillon des Archives, les communs, la terrasse et le jardin sont inscrits au titre des monuments historiques par arrêté du 18 mars 1991.

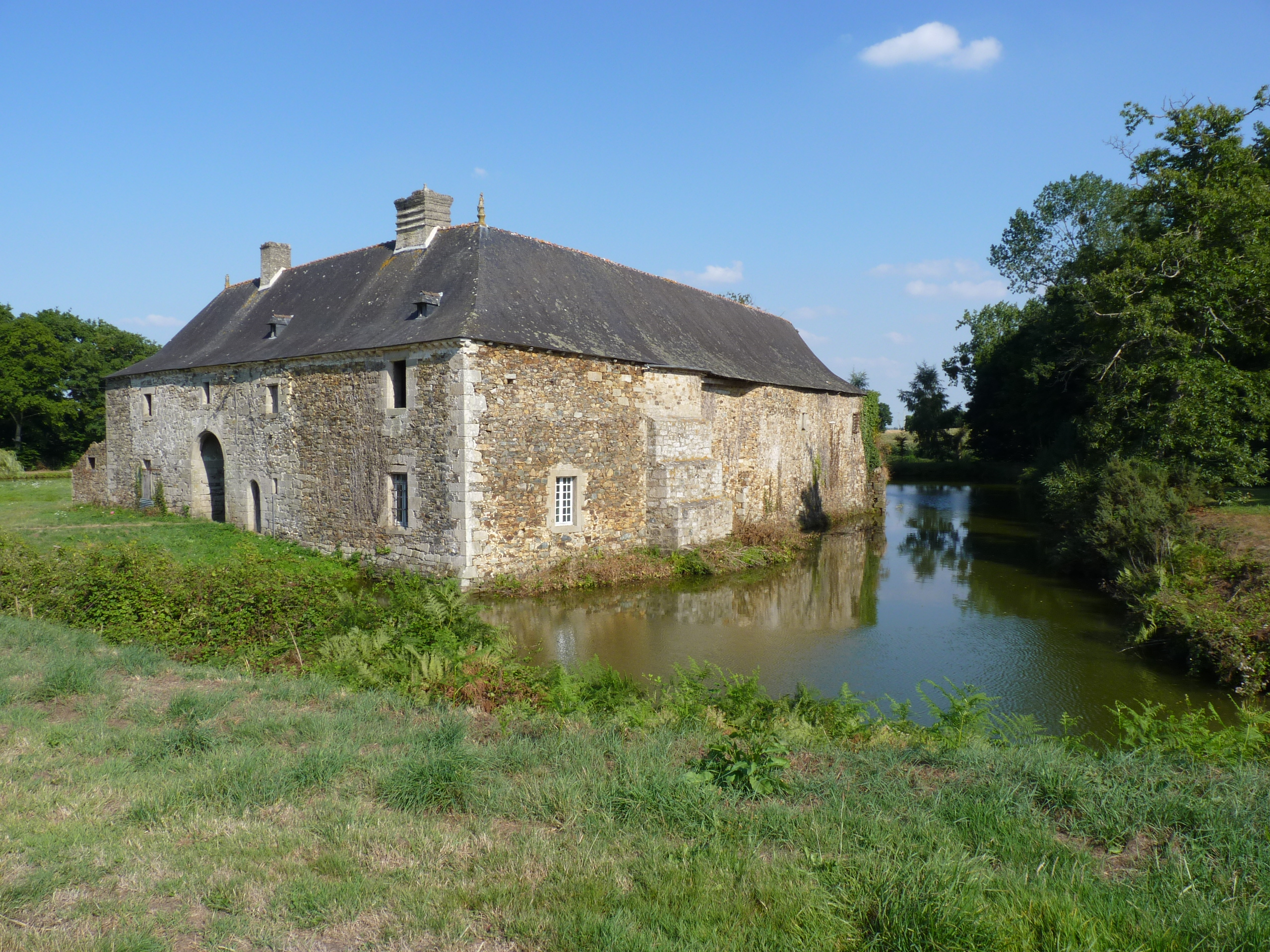
Ancien château de Limoëlan.
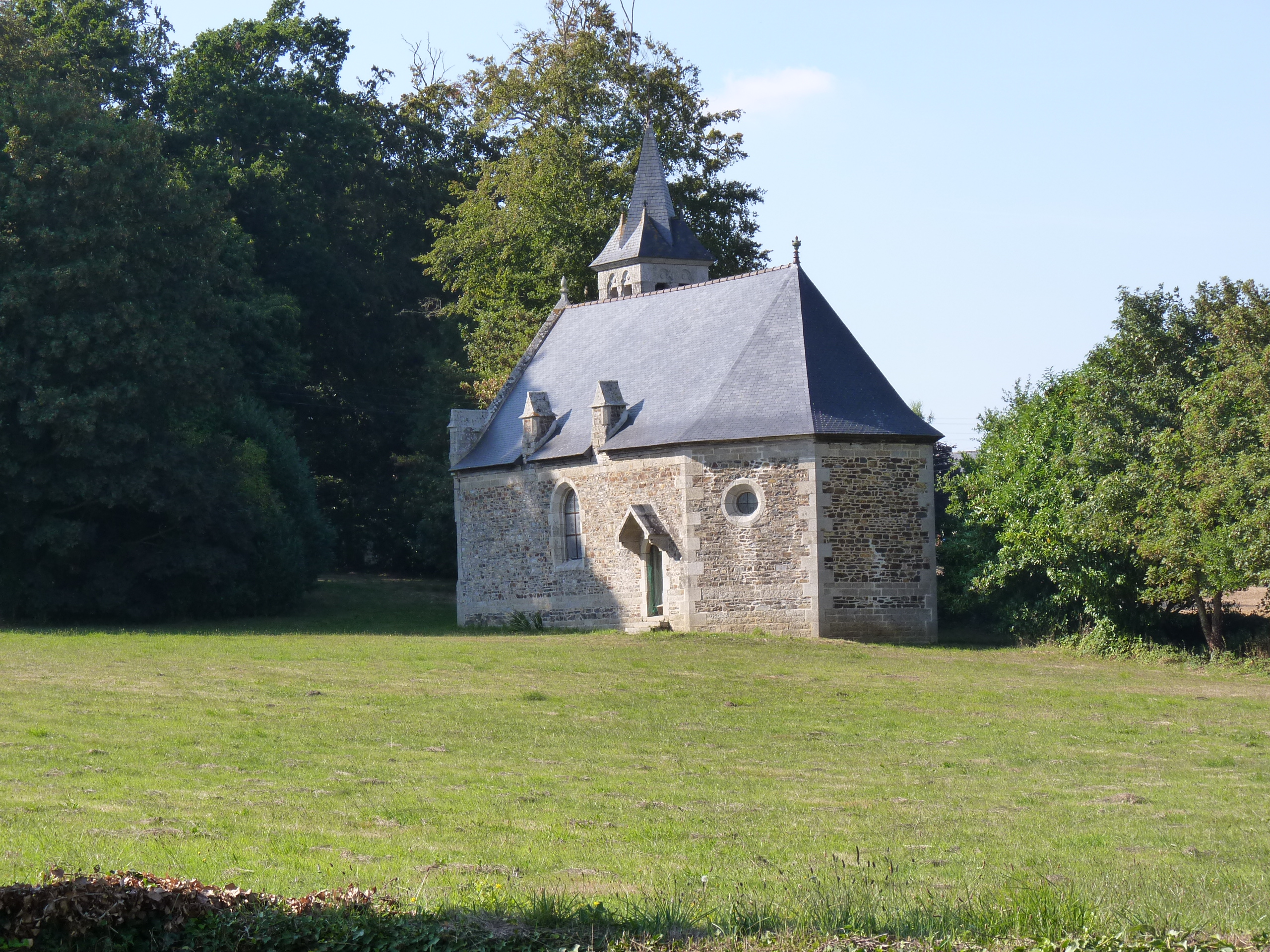
Chapelle.